# Trzy kwadranse jazzu
Trzy kwadranse jazzu – cykliczna audycja muzyczna zainaugurowana w styczniu 1970 roku w Programie III Polskiego Radia, poświęcona polskiej oraz światowej muzyce jazzowej. Pomysłodawcą audycji był ówczesny kierownik redakcji muzycznej Programu III Polskiego Radia, Andrzej Korman.
Przez blisko trzy dekady prowadzącymi byli Jan Borkowski (do 2002) oraz Jan Ptaszyn Wróblewski. Program przez wiele lat prowadził również redaktor naczelny "Jazz Forum" Paweł Brodowski, Marcin Kydryński oraz Tomasz Szachowski.
Sygnał inaugurujący audycję to "La Nevada" Gila Evansa.
Tradycyjnie Trójka emitowała cztery 45-minutowe programy jazzowe w tygodniu. Godziny emisji były wielokrotnie oprotestowywane przez słuchaczy oraz ludzi związanych ze środowiskiem jazzowym, przy czym (szczególnie od 2002) tendencja zmian "Trzech kwadransów" zmierzała do skrócenia czasu i przesunięcia audycji do pasma nocnego. Pod koniec kwietnia 2002 roku, wraz ze zmianą ramówki Programu III, audycja przez chwilę zniknęła z anteny. Od roku 2006 trwała dwie godziny i emitowana była w nocy z poniedziałku na wtorek w godz. 00:05-02:00. Następnie trwała niecałą godzinę: zaczynała się o 23:05 po serwisie informacyjnym. Od 7 września 2016 roku została przesunięta na środę na godzinę 22:05 bez zmiany długości audycji. Od 4 lutego 2017 roku audycja była emitowana w soboty o godz. 23:07, a od 19 października 2020 r. - w poniedziałki ok. godz. 23:07.
7 maja 2024 r. zmarł Jan Ptaszyn Wróblewski. Ostatnie wydanie audycji poprowadzone przez niego odbyło się dzień wcześniej, 6 maja.